# Мармузеты
«Мармузеты» (фр. marmousets), также известные как «маленькие люди» (фр. les petites gens), — прозвище группы советников французского короля Карла VI, впервые упомянутое в хрониках Жана Фруассара. Хотя они не были принцами и не состояли на государственной службе, это не мешало им быть очень близкими с королём. Благодаря этой близости они получили доступ к управлению государством. Для «мармузетов» было характерно ещё одно качество — солидарность друг к другу. Избранные Карлом VI в 1388 году, они поклялись оставаться друзьями и действовать вместе.
Название группы, по сути то же самое, что и мармозетка (мартышка), относящееся к обезьянам, также было презрительным обозначением англичан в то время.

## История

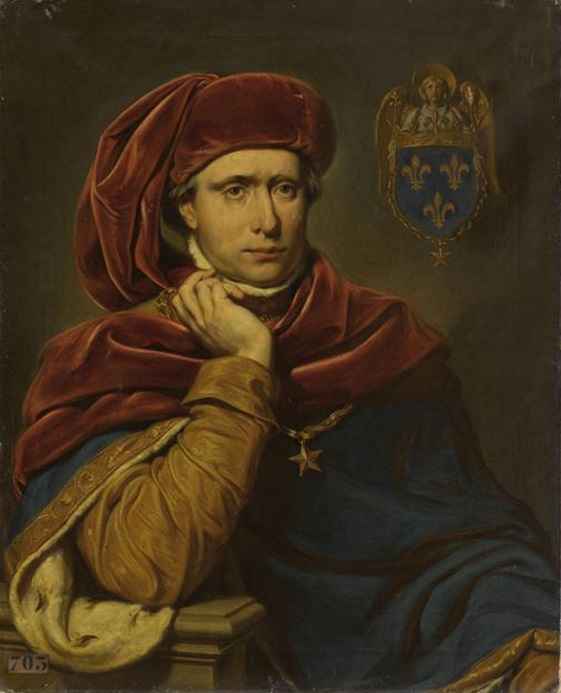
Жилло Сент-Эвр. Портрет Карла VI (1838)

Карл VI был коронован в 1380 году в возрасте 11 лет. Из-за несовершеннолетия короля управлять королевством было поручено регентам, которыми стали его дяди — Филипп II Бургундский, Жан I Беррийский, Людовик I Анжуйский и Людовик II де Бурбон.
3 ноября 1388 года Карл VI на заседании королевского совета заявил, что, не будучи более ребёнком, принимает власть в свои руки. Как считается, короля убедил освободить герцогов-регентов от их обязанностей и взять на себя управление государством епископ-герцог Ланский Пьер Эслен де Монтегю, один из пэров Франции. В результате, дядья были удалены из совета, их требования компенсировать понесённые ими затраты по управлению страной оставлены без внимания. Хотя регенты уехали в свои владения, по всей видимости спокойно, однако же, на следующий день без видимой причины скончался Пьер Эслен де Монтегю. В том, что его смерть была результатом отравления, не сомневался никто.
Фактически апатичный и слабохарактерный король передоверил власть другой придворной партии, получивших известность как «мармузеты». В их число вошли Оливье де Клиссон, Жан де Вьен, Жан ле Мерсье, Жан де Монтагю и Бюро де Ла Ривьер, Пьер ле Бег де Виллен, к ним также присоединились Николя дю Боск, Арно де Корбье, Жан Жювеналь дез Юрсе, Этьенн де Ла Гранж, Гильом IV де Мелён, Жан де Фольвиль (фр. Jean de Folleville) и Тибо Хоси (фр. Thibaut Hocie). Это были, в основном, оставшиеся не у дел советники прежнего короля Карла V, мечтавшие вернуться к методам правления покойного короля. Всех их объединяли либо родственные узы, либо узы дружбы или верности. Поклявшись оставаться верными друзьями, зависимыми друг от друга, восемь клериков и лордов вскоре составили тайный совет короля Карла, фактически возглавив французское королевство.
Они поделили между собой власть следующим образом: коннетабль де Клиссон возглавил армию, адмирал де Вьен встал во главе флота, де ла Ривьер взял на себя управление дворцовым хозяйством, а Жан де Мерсье и Жан де Монтагю взяли на себя управление финансами. Единственным из прежних правителей смог остаться у власти герцог де Бурбон, дядя короля с материнской стороны. Из парламента и органов управления сторонники дядьёв были удалены. Для пресечения коррупции основные государственные должности должны были впредь замещаться лицами, избранными королевским советом. Были реформированы финансовые органы, в том числе созданы Палата эд и Курия казны и приняты меры по возврату к полноценной монете. В ходе поездки короля в Лангедок в конце 1389 года мармузеты выявили ряд чудовищных финансовых злоупотреблений, имевших место в наместничество Жана Беррийского.
Были частично отменены введённые во времена регентства налоги, упорядочена чеканка монет через введение секретных точек, Парижу возвратили его древние привилегии, купеческим прево Парижа был назначен будущий биограф короля Жювеналь дез Юрсе. Он приложил все силы, чтобы восстановить речной флот, восстановил спокойствие и постепенно привёл экономику к более устойчивому состоянию. Канцлером стал Арно де Корбье, изменивший структуру парламента, в который были на равных основаниях введены представители духовенства и светской власти, с англичанами было заключено трёхлетнее перемирие, и постепенно прежние беды стали забываться — во всём произошедшем ранее народ винил жадность и неразборчивость принцев.
В целом, правление мармузетов не достигло декларируемых целей. Налоговая система осталась неизменной, административные реформы не были доведены до конца. Оборотной стороной правления мармузетов стало всё возрастающее влияние брата короля — Людовика Орлеанского (1370—1407). Теперь уже этот принц, оказавшись у кормила власти, беззастенчиво злоупотреблял ею.
Положение мармузетов в качестве тайного совета закончилось 5 августа 1392 года из-за того, что Карл VI впал в безумие. Ле Мерсье, де ла Ривьер и де Виллен были заключены в тюрьму, де Монтегю сбежал в Авиньон, а де Клиссон был оштрафован на 100 000 франков, лишен титула и выслан из Франции. Некоторые из мармузетов в конечном итоге вернулись к своим обязанностям на второстепенных постах, и, хотя они больше не были фракцией, многие из их идей позже были воплощены в жизнь Карлом VII, который фактически стал наследником их политики.